# Vilmos Vázsonyi

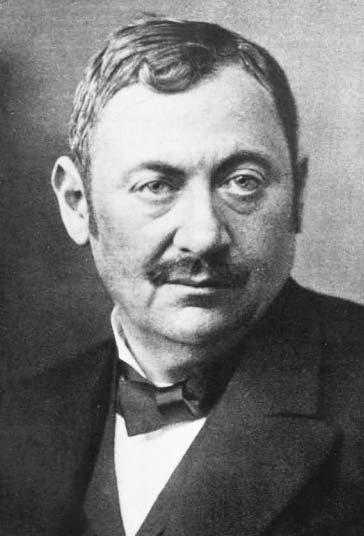
Vilmos Vázsonyi (1926)

Vilmos Vázsonyi (bis 1894 Vilmos Weiszfeld, * 22. März 1868 in Sümeg, Komitat Zala; † 29. Mai 1926 in Baden, Niederösterreich) war ein ungarischer Politiker, Jurist und Minister.

## Leben
Nach dem Studium der Rechtswissenschaften an der Universität in Budapest, das er 1892 mit dem Doktorgrad abschloss, wurde Vázsonyi zunächst Anwalt. Bereits früh engagierte er sich politisch und gründete 1894 den politischen Kreis Demokratikus Kör, aus der 1900 die Demokrata Párt (Demokratische Partei) entstand. Zeitgleich setzte sich für die Gleichstellung des Judentums in Ungarn ein, die schließlich 1895 erfolgte, wobei er sich auch gegen Mór Wahrmann durchsetzen konnte. 
Ab 1901 bis 1918 war er Reichstagsabgeordneter der Demokratischen Partei (Demokrata Párt) für den Wahlkreis Budapest VI. kerület. Beim Eisenbahnerstreik 1904 war er Anwalt der Streikenden und führte zusammen mit László Vörös die Verhandlungen mit der Regierung von Ministerpräsident István Tisza. Von Juni bis August 1917 war Vázsonyi Justizminister im Kabinett von Ministerpräsident Móric Esterházy. Im der Regierung von Sándor Wekerle war er zunächst Minister ohne Portefeuille für Wahlrecht und war von Januar bis Mai 1918 erneut Justizminister. Mit Ausbruch der Asternrevolution Ende Oktober 1918 verließ Vázsonyi das Land und kehrte erst nach Fall der Ungarischen Räterepublik im August 1919 nach Ungarn zurück, wo er bei der Gründung des links-oppositionellen Demokrata Blokk teilnahm. 